# Sueño de amor (telenovela de 2016)
Sueño de amor es una telenovela mexicana producida por Juan Osorio para Televisa en el año 2016. Es una historia original de Osorio junto con Alejandro Pohlenz y siendo desarrollada por Pablo Ferrer García-Travesí y Santiago Pineda Aliseda. Se estrenó a través del Canal de las Estrellas el 22 de febrero de 2016 en sustitución de Antes muerta que Lichita, y finalizó el 21 de agosto del mismo año siendo reemplazado por  Tres veces Ana.
Está protagonizada por Cristián de la Fuente, Betty Monroe, Marjorie de Sousa, Renata Notni y Santiago Ramundo, junto con Sabine Moussier, Julián Gil y Beatriz Morayra en los roles antagónicos. Acompañados por Lola Merino, Osvaldo de León, Julio Mannino, Polo Morín y Carmen Salinas.

## Trama
Esperanza Guerrero (Betty Monroe) es una madre soltera que trabaja como maestra en dos escuelas, una escuela estatal y una escuela de élite para mantener a sus dos hijos adolescentes, Pedro (Polo Morín) y Patricia (Renata Notni). Ricardo Alegría (Cristián de la Fuente), padre casado y con dos hijos pequeños, trabaja como agente de la Interpol en Los Ángeles. Buscando capturar a un sórdido ladrón de joyas conocido como 'La Sombra', se infiltra en la escuela privada donde trabaja Esperanza y se hace pasar por el maestro del hijo del criminal. Esperanza y Ricardo se reencuentran tras 20 años de separación y luchan por reavivar su amor.

## Reparto

### Principales
- Cristián de la Fuente como Ricardo Alegría[7]
- Betty Monroe como Esperanza Guerrero[8]
- Sabine Moussier como Tracy Kidman[9][10]
- Julián Gil como Ernesto de la Colina[11][12]
- Renata Notni como Patricia Guerrero[13]
- Carmen Salinas como Margarita Manzanares[14]
- Santiago Ramundo como Luca de la Colina[15]
- Marjorie de Sousa como Cristina Vélez[16][17]

- Lola Merino como Viviana Conde[18]
- Osvaldo de León como Erasmo Gallo[19][20]
- Emilio Osorio como Kiko Gallo[21][22]
- Rodrigo Vidal como Félix del Pozo[23]
- Polo Morín como Pedro Carmona Guerrero[24]
- Beatriz Morayra como Silvana Fierro[25][26]
- Julio Mannino como Mario Kuri[27]
- Isabella Tena como Selena Alegría
- María José Mariscal como Pamela
- Marilyz León como Sandra
- Bea Ranero como Aranza[28]
- Ginny Hoffman como Begoña[29]
- Laura Vignatti como Anastasia Limantour[30]
- Claudia Marín como Bárbara Mayorga
- Kelchie Arizmendi como Felicia
- Mauricio Ramírez como Rodrigo Alegría
- Claudia Martín como Anya

### Recurrentes
- Luis Gerardo Cuburu como "La Sombra"[31]
- Shira Casarcomo Shira Villaseñor[32]
- Marco Méndez como Óscar Sousa[33]
- Andrés Delgado como Adrián de la Colina[34]
- Dayren Chávez como Estrella Gallo
- Christian Vega como Virgilio
- Jesús Carús como Vicente Santillana
- Kya Shin como Triana Fonseca
- Fernanda Urdapilleta como Salma Kuri
- Paul Stanley como Adán[35]
- Gustavo Munguía como Nacho[36]
- TeSan Kang como Choi Pak
- María Andrea como Kristel Kuri
- Raúl Buenfil como Cuauhtémoc[37]
- Paola Archer como Arleth
- Jorge Van Rankin como Dionisio Tarragona[38]
- Victoria Viera como Abril

### Invitados especiales
- El Chapo de Sinaloa como Jerónimo Durán[39][40]
- Juan José Origel como Gonzalo Santillana[41]
- Gimena Goméz como Eliza Olivier
- David Pasteur como Casildo
- Eric Prats como El Amo

## Producción

### Desarrollo
Esta telenovela es una historia original. La producción de la telenovela comenzó el 28 de diciembre de 2015 en la Ciudad de México. La telenovela también se filmó en Televisa San Ángel. El productor Juan Osorio viajó a Corea del Sur en busca de una buena historia, pero regresó a México optando por una original, con influencias surcoreanas. La producción concluyó el 31 de julio de 2016.

### Selección de reparto
El casting de la telenovela se realizó el 17 de noviembre de 2015 en Televisa San Ángel. Las audiciones se transmitieron más tarde para que los fanáticos las transmitieran a través del sitio web oficial de Televisa. El 26 de noviembre de 2015, Renata Notni fue confirmada para uno de los papeles principales juveniles de la telenovela. El 3 de diciembre de 2015, el periodista y presentador Daniel Bisogno confirmó, a través del programa Ventaneando, que Betty Monroe sería la protagonista del melodrama y Cristian de la Fuente, fue anunciado como el protagonista masculino de la historia.

## Audiencias
| Temporada | Horario (CT)                     | Episodios | Primera emisión       | Primera emisión    | Última emisión       | Última emisión       |
| Temporada | Horario (CT)                     | Episodios | Fecha                 | Audiencia (Puntos) | Fecha                | Audiencia (Puntos)   |
| --------- | -------------------------------- | --------- | --------------------- | ------------------ | -------------------- | -------------------- |
| 1         | Lunes a viernes 20:30 - 21:30 h. | 131       | 22 de febrero de 2016 | 20.2               | 21 de agosto de 2016 | 16.6[cita requerida] |

## Premios y nominaciones

### Premios Juventud 2016
| Categoría           | Nominados                  | Resultados |
| ------------------- | -------------------------- | ---------- |
| Mejor tema novelero | "Mi verdad" Maná y Shakira | Nominada   |

### TV Adicto Golden Awards 2016
| Categoría                           | Nominados                       | Resultado |
| ----------------------------------- | ------------------------------- | --------- |
| Mejor canción                       | Maná y Shakira                  | Ganadores |
| Mejor actriz en un personaje cómico | Carmen Salinas                  | Ganadora  |
| Mejor actor en un personaje cómico  | Rodrigo Vidal                   | Ganador   |
| Mejor estrella internacional        | Marjorie de Souza               | Ganadora  |
| Mejor protagonista femenina         | Betty Monroe                    | Ganadora  |
| Mejor pareja                        | Renata Notni y Santiago Ramundo | Ganadores |
| Mejor personaje femenino            | Betty Monroe                    | Ganadora  |
| Mejor final                         | Juan Osorio                     | Ganador   |

### Premios SACM 2016
| Categoría  | Nominados                | Resultado |
| ---------- | ------------------------ | --------- |
| Televisión | Mi verdad Maná y Shakira | Ganadora  |

### Premios TVyNovelas 2017
| Categoría              | Nominados                    | Resultado |
| ---------------------- | ---------------------------- | --------- |
| Mejor villana          | Sabine Moussier              | Nominada  |
| Mejor villano          | Julián Gil                   | Nominado  |
| Mejor actriz juvenil   | Renata Notni                 | Ganadora  |
| Mejor actor juvenil    | Polo Morín                   | Ganador   |
| Mejor actor revelación | Santiago Ramundo             | Nominado  |
| Mejor tema musical     | "Mi verdad" (Maná y Shakira) | Nominados |